# Ткач, Михаил Николаевич
Михаил Николаевич Ткач (укр. Михайло Миколайович Ткач; 1932—2007) — советский и украинский поэт-песенник, киносценарист. Заслуженный деятель искусств Украины (1993). Народный артист Украины (2002). Член Национального союза писателей Украины, член Союза кинематографистов Украины.

## Биография
После окончании в 1947 году семилетней школы получил профессиональное медицинское образование в медучилище, а затем в 1957 — в мединституте Черновцы (ныне Буковинский государственный медицинский университет).
Позже окончил Высшие литературные курсы при Литературном институте имени А. М. Горького в Москве.
Работал в Комитете кинематографии при СМ УССР.
Умер 3 апреля 2007 году от опухоли головного мозга.

## Творчество
Дебютировал в 1950 году.

### Литературная деятельность
Автор полутора десятков поэтических и песенных сборников, в том числе:
- 1956 — «Йдемо на верховини»
- 1957 — «На перевалі»
- 1961 — «Житній вінок»
- 1965 — «На смерекових вітрах»
- 1968 — «Пристрасть»
- 1974 — «Повернення»
- 1976 — «Поворот землі»
- 1981 — «Хліб з добрих рук»
- 1982 — «Крок за обрій»
- 1982 — «Небо твоїх очей»
- 1995 — «Серед літа»
- 1999 — «Зазим'є»

### Фильмография
- «Наймичка», фильм-опера (автор сценария)
- «Среди лета», художественный фильм (автор сценария)
- «Леся Українка», документальный фильм (автор сценария)
- «Про дружбу співа Україна», документальный фильм (автор сценария)
- «Радянська Україна», документальный фильм — Государственная премия УССР имени Т. Г. Шевченко (1973)
- «Золотi литаври», документальный фильм (автор сценария)
- «Україна, земля моїх предків», документальный фильм (автор сценария)

### Поэт-песенник
На стихи поэта создано несколько десятков песен. Самые известные и популярные:
- «Марічка»
- «Якщо любиш — кохай»
- «Зоряна ніч»
- «Ясени»
- «Сніг на зелёному листi»
- «На щастя, на долю»
- «Диво-сторона»
- «Коли нема того, що любиш»
- «Небеса очей твоїх»
- «Сину, качки летять»
- «Три тополi на три сторони»
- 1966 — «А теперь суди», художественный фильм (автор текста песни)
- 1970 — «Меж высоких хлебов», художественный фильм (автор текста песни «Київ — пісня моя!»)
- 1973 — «До последней минуты», художественный фильм (автор текста песен)
- 1974 — «Прощайте, фараоны!», художественный фильм (автор текста песен)

### Другое
- «Чумацкие фрески», фолк-опера
- «Засватана — невінчана», спектакль
- Занимался переводами румынской поэзии.